# Cristiana Chamorro Barrios
Cristiana Chamorro Barrios (Managua, 25 febbraio 1954) è una giornalista, politica e attivista nicaraguense.

## Biografia
È figlia di Violeta Barrios de Chamorro, presidente del Nicaragua nel 1990, e di Pedro Joaquín Chamorro Cardenal, direttore del quotidiano La Prensa, assassinato nel 1978.
Dopo la morte del padre ha iniziato a lavorare al quotidiano La Prensa di cui è stata redattrice dal 1987 al 1991 e successivamente vice direttrice. In seguito, è diventata direttrice di una fondazione per la libertà di stampa in onore di sua madre, la Fondazione Violeta Barrios de Chamorro, fino a quando le nuove restrizioni legali sulle organizzazioni civiche in Nicaragua hanno costretto alla chiusura della fondazione nel 2021.
È stata aspirante candidata alle elezioni presidenziali del 2021, finché nel giugno 2021 il governo Ortega non l'ha eliminata dalla competizione ed ordinato il suo arresto con l'accusa di avere lavorato per destabilizzare il governo. Era la principale leader dell'opposizione.
È stata poi condannata a 8 anni di reclusione. 
Nel febbraio 2023 è stata liberata assieme ad altri 200 prigionieri politici ed espulsa dal Paese, verso gli Stati Uniti d'America.